# إنتر ميلان موسم 2025–26
موسم 2025–26 هو الموسم الـ118 في وجود إنتر ميلان، والتي لعبت جميعها في الدرجة الأولى من كرة القدم الإيطالية. بالإضافة إلى الدوري المحلي، سيشارك الإنتر هذا الموسم في نسخ كأس إيطاليا وكأس السوبر الإيطالي ودوري أبطال أوروبا.